# Richard Kalod
Richard Kalod (* 8. května 1984, Rožnov pod Radhoštěm, Československo) je český fotbalový útočník, hrál v českém klubu SK Dynamo České Budějovice. Kvalitní hlavičkář. V současnosti je hráčem TJ Viktoria Vestec.

## Klubová kariéra
Richard Kalod hrál v mládežnických týmech Ostravy. V lednu 2004 zamířil z divizního Rožnova pod Radhoštěm do nedalekého klubu FC Tescoma Zlín. V červenci 2014 odešel hostovat do SK Hanácká Slavia Kroměříž, v lednu 2005 se vrátil zpět do Zlína. V roce 2005 přestoupil do Viktorie Žižkov.
V létě 2013 se dohodl na smlouvě s Dynamem Č. Budějovice. Postupně se vypracoval na důležitého člena základní sestavy. V sezoně 2013/14 vybojoval s Dynamem návrat do 1. české ligy. V prvním ligovém kole sezony 2014/15 27. července 2014 proti FC Slovan Liberec (remíza 1:1) utrpěl zranění (přetržené šlachy v kotníku) a musel podstoupit operaci.